# Polydesmus moniliaris
Polydesmus moniliaris är en mångfotingart som beskrevs av Carl Ludwig Koch 1847. Polydesmus moniliaris ingår i släktet Polydesmus och familjen plattdubbelfotingar. Inga underarter finns listade i Catalogue of Life.